# Heizelementstumpfschweißen
Das Heizelementstumpfschweißen (HS) wird nach Regelwerk DVS 2207 Teil 1 angewandt. Es dient zur Verbindung von Kunststoffrohren aus teilkristallinem Thermoplast (z. B. Polyethylen, Polypropylen, Polyvinylidenfluorid) vorwiegend in großen Dimensionen (z. B. ab 160 mm Durchmesser) und kommt ohne Fittinge und Formteile aus. Die Rohrenden werden auf Schmelztemperatur erhitzt und zur Verbindung stumpf aufeinander gedrückt.
Ein ähnliches Verfahren ist das Heizelement-Muffenschweißen, das vor allem bei kleineren Rohrdimensionen zum Einsatz kommt.
Im Gegensatz zum Heizelementstumpfschweißen werden hierbei Muffen zum Verbinden der Rohrenden verwendet, die vor dem Zusammenfügen gemeinsam mit dem Rohrende erhitzt werden.
Aufgrund der großen Fügefläche übertrifft die Festigkeit der Muffenschweißung die Zugfestigkeit des Rohres.

## Ablauf des Schweißens
Die DVS 2207-1 beschreibt den genauen Arbeitsablauf für das Schweißverfahren. Der Schweißzyklus beginnt mit dem Vorbereiten der Fügeflächen und dem Einlegen der Fügeteile. Nachdem die Werkzeughälften geschlossen wurden, werden die Fügeteile an das elektrische Heizelement durch leichtes Abschmelzen angeglichen, bis sie vollständig anliegen und gut erwärmen können. Ist eine ausreichende Schmelzeschichtdicke erzeugt, so werden die Werkzeughälften rasch auseinandergefahren, das Heizelement fährt hinaus und die Bauteile werden unter Druck gefügt. Daran schließt sich die Kühlzeit an, die abgewartet werden muss, bevor die Fügeteile entnommen und nachgearbeitet werden können.

## Vor- und Nachteile
Das Verfahren erzeugt eine relativ hohe Schweißnahtqualität. Durch die gegenüber anderen Verfahren schonende, langsame Erwärmung wird eine größere Schmelzeschichtdicke erzeugt. Die Zykluszeit ist dadurch recht lang. Das Heizelementschweißen ist weiterhin bekannt für seine Prozesssicherheit. Es können komplexe Fügeflächen realisiert und kleine sowie große Bauteile geschweißt werden.

## Anwendungsgebiete
Das Heizelementstumpfschweißen wird u. a. in der Gas- und Wasserversorgung angewandt. Kunststoffrohre von einem Durchmesser OD 32 mm bis OD 1200 mm (OD = Outside Diameter) können verschweißt werden. Angewendet wird das Verfahren DVS 2207-1 durch Facharbeiter aus Rohrleitungsbau- und Versorgungsunternehmen und Mitarbeiter mit langjähriger  Berufspraxis im erdverlegten Rohrleitungsbau, die zuvor den DVGW Lehrgang GW 330 abgeschlossen haben.
Im Behälterbau, Lüftungsbau, Geothermie, in der Fernwärmeversorgung, sowie im Entsorgungsbereich findet die reine DVS Anwendung. Hier wird bei der DVS 2207-1 noch zusätzlich nach DVS 2212-1 in Untergruppen (UG) unterschieden:
- UG I-6.1 – I-6.2 - I-6.3 HS PE-HD (Polyethylen high density)
- UG I-4.1 - I-4.2 HS PP-H; PP-R; PP-B (Polypropelen PP)
- UG I-8 HS PVDF (Polyvinylidenfluorid PVDF)

## Kunststoffschweißlizenz
Der Kunststoffschweißer mit der Lizenz DVS 2207-1 mit entsprechender Untergruppe darf nicht im öffentlichen Gas- und Wassernetz schweißen. Dieses ist dem Kunststoffschweißer mit der Lizenz GW 330 vorbehalten.
Die Verlängerungsprüfung nach DVGW GW 330 muss nach einem bzw. drei Jahren durchgeführt werden, um weiterhin schweißberechtigt zu sein.
Die Verlängerungsprüfung nach DVS 2207 muss nach einem bzw. zwei Jahren durchgeführt werden, um weiterhin schweißberechtigt zu sein.

## Schweißbeurteilung
Eine Beurteilung dieser HM-Verbindungen erfolgt nach Regelwerk DVS 2202 Teil l, Bewertungsgruppe I, II oder III.